# Idotea brevicorna
Idotea brevicorna is een pissebed uit de familie Idoteidae. De wetenschappelijke naam van de soort werd in 1840 voor het eerst geldig gepubliceerd door Henri Milne-Edwards.